# Liste des monuments historiques d'Uzès
Ce tableau présente la liste de tous les monuments historiques classés ou inscrits dans la ville d'Uzès, Gard, en France.

## Liste
| Monument                                                 | Adresse                                                            | Coordonnées                      | Notice         | Protection     | Date      | Illustration                                             |
| -------------------------------------------------------- | ------------------------------------------------------------------ | -------------------------------- | -------------- | -------------- | --------- | -------------------------------------------------------- |
| Aqueduc de Nîmes                                         | Vallée de l'Eure                                                   | 44° 00′ 42″ nord, 4° 25′ 35″ est | « PA30000010 » | Inscrit        | 1997      | Aqueduc de Nîmes                                         |
| Cathédrale Saint Théodorit cathédrale, tour Fenestrelle  | Place de l'Évêché                                                  | 44° 00′ 43″ nord, 4° 25′ 20″ est | « PA00103250 » | Classé         | 1862 1963 | Cathédrale Saint Théodoritcathédrale, tour Fenestrelle   |
| Chapelle Saint Geniès chapelle, pinède                   | Chemin de Saint Geniès                                             | 44° 01′ 17″ nord, 4° 24′ 58″ est | « PA00103255 » | Inscrit        | 1949      | Chapelle Saint Genièschapelle, pinède                    |
| Château                                                  | Place du Duché                                                     | 44° 00′ 47″ nord, 4° 25′ 11″ est | « PA00103251 » | Classé Inscrit | 1889 1934 | Château                                                  |
| Château de Plantery                                      |                                                                    | 44° 01′ 07″ nord, 4° 25′ 54″ est | « PA00103253 » | Inscrit        | 1963      | Image manquante Téléverser                               |
| Crypte                                                   |                                                                    | 44° 00′ 47″ nord, 4° 25′ 13″ est | « PA00103252 » | Classé         | 1886      | Image manquante Téléverser                               |
| Église Saint-Étienne                                     | Boulevard Victor Hugo                                              | 44° 00′ 39″ nord, 4° 25′ 07″ est | « PA00103254 » | Classé         | 1974      | Église Saint-Étienne                                     |
| Église Saint-Julien                                      | 30 boulevard Charles Gide Rue de la Ferté Milon                    | 44° 00′ 48″ nord, 4° 25′ 19″ est | « PA30000025 » | Inscrit        | 1999      | Image manquante Téléverser                               |
| Grand séminaire                                          | 26, 28 boulevard Charles Gide Rue de la Ferté Milon                | 44° 00′ 49″ nord, 4° 25′ 18″ est | « PA00103284 » | Classé         | 2003      | Image manquante Téléverser                               |
| Hôpital général                                          | Avenue du Maréchal Foch                                            | 44° 00′ 37″ nord, 4° 25′ 11″ est | « PA30000056 » | Inscrit        | 2004      | Hôpital général                                          |
| Hôtel d'Aigaliers                                        | 2 Place aux Herbes                                                 | 44° 00′ 44″ nord, 4° 25′ 07″ est | « PA00103257 » | Inscrit        | 1949      | Image manquante Téléverser                               |
| Hôtel Baron de Castille                                  | Place de l'Évêché                                                  | 44° 00′ 46″ nord, 4° 25′ 18″ est | « PA00103258 » | Inscrit        | 1962      | Hôtel Baron de Castille                                  |
| Hôtel Chambon de la Tour                                 | 18 rue du docteur Jean Blanchard                                   | 44° 00′ 46″ nord, 4° 25′ 16″ est | « PA00103263 » | Inscrit        | 2007      | Hôtel Chambon de la Tour                                 |
| Hôtel Dampmartin                                         | 1 place Dampmartin                                                 | 44° 00′ 45″ nord, 4° 25′ 08″ est | « PA00103262 » | Inscrit        | 1929 1949 | Hôtel Dampmartin                                         |
| Hôtel de la Rochette                                     | 26 place aux Herbes                                                | 44° 00′ 42″ nord, 4° 25′ 05″ est | « PA30000119 » | inscrit        | 2015      | Hôtel de la Rochette                                     |
| Grille d'entrée en fer forgé de l'Hôtel du diocèse civil | 25 rue du docteur Jean Blanchard                                   | 44° 00′ 44″ nord, 4° 25′ 15″ est | « PA00103266 » | Inscrit        | 1954      | Grille d'entrée en fer forgé de l'Hôtel du diocèse civil |
| Hôtel de Rosier                                          | 2 rue de Port-Royal                                                | 44° 00′ 43″ nord, 4° 25′ 14″ est | « PA00103277 » | Inscrit        | 2000      | Hôtel de Rosier                                          |
| Hôtel Verdier-Allut                                      | 12 rue de la République                                            | 44° 00′ 45″ nord, 4° 25′ 06″ est | « PA00103279 » | Inscrit        | 1949      | Hôtel Verdier-Allut                                      |
| Hôtel de ville                                           | Rue du Sénéchal Rue du Salin Place du Duché Boulevard Charles Gide | 44° 00′ 48″ nord, 4° 25′ 12″ est | « PA00103259 » | Classé         | 1983      | Hôtel de ville                                           |
| Maison Comte                                             | 19 rue du Portalet                                                 | 44° 00′ 40″ nord, 4° 25′ 15″ est | « PA00103260 » | Inscrit        | 1934      | Maison Comte                                             |
| Maison                                                   | 5, 7 boulevard des Alliés                                          | 44° 00′ 41″ nord, 4° 25′ 04″ est | « PA00103269 » | Inscrit        | 1954      | Maison                                                   |
| Maison                                                   | 28 boulevard Charles Gide                                          | 44° 00′ 49″ nord, 4° 25′ 18″ est | « PA00103261 » | Inscrit        | 1954      | Maison                                                   |
| Hôtel Rafin                                              | 21 rue du docteur Jean Blanchard                                   | 44° 00′ 45″ nord, 4° 25′ 15″ est | « PA00103264 » | Inscrit        | 1954      | Hôtel Rafin                                              |
| Portail et ses vantaux                                   | 24 rue du docteur Jean Blanchard                                   | 44° 00′ 45″ nord, 4° 25′ 15″ est | « PA00103265 » | Inscrit        | 1954      | Portail et ses vantaux                                   |
| Hôtel de Foissac                                         | 26 rue du docteur Jean Blanchard                                   | 44° 00′ 45″ nord, 4° 25′ 15″ est | « PA00103267 » | Inscrit        | 1954      | Image manquante Téléverser                               |
| Porte de 1662 de l'hôtel d'Amoreux                       | 28 rue du docteur Jean Blanchard                                   | 44° 00′ 44″ nord, 4° 25′ 14″ est | « PA00103268 » | Inscrit        | 1954      | Porte de 1662 de l'hôtel d'Amoreux                       |
| Maison                                                   | 11 boulevard Gambetta                                              | 44° 00′ 47″ nord, 4° 25′ 07″ est | « PA00103270 » | Inscrit        | 1954      | Maison                                                   |
| Maison                                                   | 29 boulevard Gambetta                                              | 44° 00′ 45″ nord, 4° 25′ 05″ est | « PA00103271 » | Inscrit        | 1954      | Maison                                                   |
| Maison                                                   | 16 rue Jacques d'Uzès                                              | 44° 00′ 47″ nord, 4° 25′ 09″ est | « PA00103272 » | Inscrit        | 1954      | Maison                                                   |
| Maison                                                   | 20 rue Jacques d'Uzès                                              | 44° 00′ 46″ nord, 4° 25′ 09″ est | « PA00103273 » | Inscrit        | 1954      | Maison                                                   |
| Hôtel de Baudan                                          | 3 rue Paul Foussat                                                 | 44° 00′ 40″ nord, 4° 25′ 13″ est | « PA00103274 » | Inscrit        | 1938      | Hôtel de Baudan                                          |
| Maison                                                   | 7 rue de la Pellisserie                                            | 44° 00′ 43″ nord, 4° 25′ 09″ est | « PA00103275 » | Inscrit        | 1954      | Maison                                                   |
| Maison                                                   | 16 rue de la Petite Bourgade                                       | 44° 00′ 37″ nord, 4° 25′ 05″ est | « PA00103276 » | Inscrit        | 1954      | Maison                                                   |
| Portail et ses vantaux                                   | 7 rue du Quatre Septembre                                          | 44° 00′ 42″ nord, 4° 25′ 12″ est | « PA00103278 » | Inscrit        | 1954      | Image manquante Téléverser                               |
| Portail monumental et ses vantaux de l'hôtel Pontanel    | 1 rue Saint Étienne                                                | 44° 00′ 41″ nord, 4° 25′ 07″ est | « PA00103280 » | Inscrit        | 1929      | Portail monumental et ses vantaux de l'hôtel Pontanel    |
| Mas de la Lauze                                          | Chemin de la Lauze                                                 | 44° 01′ 08″ nord, 4° 25′ 35″ est | « PA00103281 » | Inscrit        | 1971      | Image manquante Téléverser                               |
| Mas de Mayac                                             | C.D. 979 Route de Saint-Ambroix                                    | 44° 01′ 51″ nord, 4° 24′ 40″ est | « PA00103282 » | Inscrit        | 1987      | Mas de Mayac                                             |
| Mas vieux de Mayac                                       | RD 979                                                             | 44° 01′ 39″ nord, 4° 24′ 37″ est | « PA30000112 » | Inscrit        | 2014      | Image manquante Téléverser                               |
| Palais épiscopal                                         | Place de l'Évêché                                                  | 44° 00′ 45″ nord, 4° 25′ 21″ est | « PA00103256 » | Classé         | 1981      | Palais épiscopal                                         |
| Pavillon Racine                                          | Promenade Racine                                                   | 44° 00′ 42″ nord, 4° 25′ 22″ est | « PA00103283 » | Inscrit        | 1959      | Pavillon Racine                                          |
| Remparts                                                 |                                                                    | 44° 00′ 45″ nord, 4° 25′ 12″ est | « PA00103286 » | Classé         | 1979      | Remparts                                                 |
| Tour du moulin du Duc                                    | Le Moulin du Duc                                                   | 44° 01′ 37″ nord, 4° 26′ 38″ est | « PA00103285 » | Inscrit        | 1963      | Image manquante Téléverser                               |